# Карпинский, Иван Гаврилович
Ива́н Гаври́лович Карпи́нский (11 ноября 1833 — 14 октября 1898) — русский врач, доктор медицины, действительный статский советник, профессор Императорской медико-хирургической академии.

## Биография
Службу начал по медицинской части, в 1858 году; произведён в степень доктора медицины в 1861 году, статский советник — 1873, действительный статский советник — 1882 год.
Закончил Медико-хирургическую академию Санкт-Петербурга, где в 1861 получил степень доктора медицины и через 2 года был назначен приват-доцентом хирургии, а затем состоял адъюнкт-профессором Военно-медицинской академии.
Напечатал: «О травматических искусственных эмфиземах» (дисс., СПб., 1867); «Об известковых отложениях в артериях» («Протоколы Рус. Врачей», 1862); «О патологических вывихах бедра» (ib., 1862); «Руководство к изучению и лечению прямой кишки и заднего прохода» (СПб., 1870); «Курс малых хирургических операций, перевязок и механургических аппаратов» (СПб., 1875 и 2-е изд., 1880) и др.

Похоронен на Смоленском православном кладбище, на том же месте позже похоронили и его супругу Дарью Иосифовну.
Отец: Карпинский Гавриил Никитич.
Мать: Карпинская (ур. Скабичевская) Екатерина Ивановна.
Двоюродный брат: литературного критика Скабичевского Александра Михайловича.
Был женат на дочери генерал-лейтенанта Иосифа Гедеоновича Дзичканец Дарье Иосифовне Карпинской (ур. Дзичканец) (04.06.1844 — 25.04.1927).
Дети: Александр (1867-?), Иосиф (1875-?), Нина (1879-?), Ольга (1883—1942).